# Franz Roeckle (Architekt)
Franz Roeckle (* 15. Dezember 1879 in Vaduz; † 23. Dezember 1953 ebenda) war ein lange Zeit in Deutschland tätiger Liechtensteiner Architekt. In Frankfurt am Main zeichnete er unter anderem für den Bau der Westend-Synagoge verantwortlich, beteiligte sich häufig an Architekturwettbewerben jüdischer Gemeinden und war seit Mitte der 1920er Jahre ein Protagonist des Neuen Bauens in der Ära von Ernst May. Spätestens seit 1933 betätigte sich Roeckle aber auch in Liechtenstein als Kämpfer für eine Nationale Bewegung mit eindeutig nationalsozialistischer Ausrichtung. Er war der Mentor hinter den Rotter-Entführern, deren Tat mit dem Tod zweier Menschen endete und „zum Inbegriff antisemitischer und nationalsozialistischer Gewalt“ in Liechtenstein wurde.

## Biografie

### Frühe Jahre im Deutschen Reich und der Erste Weltkrieg
Roeckle war der Sohn des Mühlen- und Sägereibesitzers Johann Baptist Roeckle Er besuchte in Vaduz die Volks- und Realschule und danach die Staatsgewerbeschule Innsbruck. Von hier wechselte er an die Baugewerkschule Stuttgart, wo er um 1900 das Diplom erwarb.
Nach dem Diplom sammelte er zwei Jahre lang praktische Erfahrungen im Kirchen-, Wohn- und Fabrikbau und übernahm erstmals Verantwortung für die Ausführung entsprechender Projekte. Im Alter von 23 Jahren ging er an die Technische Hochschule Stuttgart und studierte Architektur bei Theodor Fischer. Zusammen mit seinem Kommilitonen Willy Graf erhielt er 1904 den Auftrag für die Planungen zum Wiederaufbau der bei einem Großbrand abgebrannten Gemeinde Ilsfeld. Roeckle und Graf realisierten danach noch weitere gemeinsame Projekte und betrieben auch ein gemeinsames Architekturbüro in Stuttgart. Sie beteiligten sich auch erfolgreich am Wettbewerb für den Bau der Westend-Synagoge in Frankfurt. Für deren Bau in den Jahren 1908 bis 1910 scheint dann aber Roeckle nur noch alleine verantwortlich gewesen zu sein.
Der erfolgreiche Bau der Westend-Synagoge verhalf Roeckle zu einer erfolgreichen beruflichen Karriere in Frankfurt. „Mit der 1910 fertiggestellten Synagoge […] gelang ihm ein viel beachtets Werk, das ihm bis weit in die 1920er Jahre weitere Aufträge vor allem aus dem jüdischen Bürgertum Frankfurts und Offenbachs eintrug. Die Verbindung in dieses Milieu hatte er 1914 durch den Eintritt in die kosmopolitisch orientierte Freimaurerloge ‚Zur aufgehenden Morgensonne‘ gefestigt.“
Das Jahr 1913 führte zu einem starken Einschnitt in Roeckles Leben. Er wollte seine Jugendfreundin Johanna Müller (geborene Hilsenbek) heiraten, was ihm aber im katholisch geprägten Liechtenstein nicht erlaubt wurde, denn seine künftige Frau war im Gegensatz zu ihm evangelisch und geschieden. Um die Heirat vornehmen zu können, nahm Roeckle die deutsche Staatsangehörigkeit an, und das Paar bestellte in Hanau das Aufgebot. Dieser Schritt führte dazu, dass Roeckle von den Liechtensteiner Behörden mitgeteilt wurde, er „sei dadurch aus der Kirche und aus dem Staatsverband ausgeschieden“.
Welche tiefsitzenden Verletzungen diese Ausbürgerung bei Roeckle bewirkte, wird sich später in den Vernehmungen nach der Rotter-Entführung zeigen. Von ihr ist in dem Nachruf auf ihn nichts zu lesen; stattdessen wird Roeckles Wechsel der Staatsbürgerschaft als geschäftliche Notwendigkeit beschrieben: „Um auch größere, und vor allem Staats-Aufträge entgegennehmen zu können, war es unerläßlich, daß er die deutsche Staatsbürgerschaft erwarb.“
Roeckles Heirat folgte bald der Ausbruch des Ersten Weltkriegs. Nicht ohne Stolz berichtete er darüber in seiner Vernehmung nach der Rotter-Enführung:

„Es kam dann bald der Krieg und da rückte ich ein. Ich kam dann auch auf die Kriegsschule. Ich kämpfte dann an der Ostfront in Griechenland, Serbien, Schwarzem Meer, machte die ganze Brussilowoffensive mit, dann war ich in Riga und zuletzt ein Jahr noch im Westen, in Frankreich. Ich habe das Eiserne Kreuz erster und zweiter Klasse erworben und bin wegen Tapferkeit vor dem Feinde im ersten Jahre zum Offizier befördert worden. Ich war auch mehrfach verletzt, hatte einen Kieferschuss erhalten, der linke Arm ist teilweise steif, ich habe aueh eine Gasvergiftung mitgemacht. Auch hatte ich jahrelang schwere Frostfolgen noch zu tragen, und oft schwerste Fiebererscheinungen.“

Auch diese Kriegsteilnahme wird später – wie seine Ausbürgerung aus Liechtenstein – eine wichtige Rolle für seine Beteiligung an der Rotter-Entführung spielen.

### Roeckles Wirken in den 1920er Jahren bis 1933
Aus der unmittelbaren Nachkriegszeit ist über Roeckles Wirken kaum etwas bekannt, und in seiner Vernehmung nach der Rotter-Entführung streifte er seine berufliche Tätigkeit dieser Jahre – ganz im Gegensatz zu seiner Zeit als Kriegsteilnehmer – nur sehr oberflächlich. „Nach dem Kriege habe ich dann mein Geschäft wieder aufgebaut und habe seither viele Bauten, ganze Stadtteile ausgeführt, Stadtteile bis zu 4000 Einwohner.“
Roeckle war 1919/1920 als Architekt für ein nicht realisiertes Krankenhaus-Projekt in Schaan ausgewählt worden und scheint sich auch für die Liechtensteiner Innenpolitik interessiert zu haben. Ein von ihm verfasster Artikel in den Oberrheinischen Nachrichten vom 7. Februar 1920 über die Arbeiterbewegung in Liechtenstein offenbart eine ziemliche Nähe von Roeckles Denken zu ständischem und völkisch-nationalistischem Gedankengut. Vor diesem Hintergrund ist es wenig verwunderlich, dass er sich später selber als „seit 1923 unterstütztendes (sympathiserendes)“ NSDAP-Mitglied und „Mitglied verschiedenster Offiziersvereine“ outete. Peter Geiger charakterisierte das als „klassische[.] Laufbahn vom Frontkämpfer zum Nationalsozialisten“,:S. 344 die aber vermutlich auch einherging mit weit verbreiteten Abstiegsängsten im Bürgertum. Roeckles berufliche Zukunft dürfte sich ihm in den ersten Nachkriegsjahren nicht weniger bedrohlich dargestellt haben wie in der Folge der Weltwirtschaftskrise, die auch das Ende des Neuen Bauens in Frankfurt einläutete. In einer Besprechung von Harald Jähners Buch Höhenrausch. Das kurze Leben zwischen den Kriegen schrieb Klaus Bittermann am 28. Dezember 2022: „Dabei weist Jähner noch ein mal darauf hin, dass Hitler nicht etwa an die Macht kam, weil die Arbeitslosen ihn gewählt hätten, wie viele noch heute annehmen, entscheidend für den Erfolg der Nazis war vielmehr ‚die Angst vor der Arbeitslosigkeit bei denen, die noch Arbeit hatten‘. Es war diese Angst, die die Mittelschicht radikalisierte und damals in den Nazis so wie heute in der ‚Reichsbürgerschaft‘ ihre Erlösung sehen ließ.“
1923/24 entstand Roeckle erstes nennenswerte Bauwerk nach dem Ende des Ersten Weltkriegs – das Gebäude für das in Frankfurt neu gegründete Institut für Sozialforschung (IfS) an der damaligen Viktoriaallee (heute Senckenberg-Anlage). Für Wolfgang Voigt war „dessen Architektur an den massiven Kubismus des Stuttgarter Hauptbahnhofs von Paul Bonatz (1911–1928) angelehnt […]. Siegfried Kracauer bescheinigte ihm in der FZ einen ‚ernsten, beinahe festungsartigen Charakter‘“, wobei diese äußere Anmutung nicht zuletzt durch „die bossierte Natursteinfassade“ bewirkt wurde, die in Verbindung mit dem flachen Dach und dem kubischen Volumen „ganz wesentlich den monumentalen Charakter des Gebäudes“ unterstrich. Diese Natursteinfassade entsprach allerdings nicht Roeckles ursprünglichen Intentionen. „Statt des Natursteins war ursprünglich holländischer Klinker vorgesehen, wodurch die Fassade sowohl im Relief als auch in der Farbe eine andere Wirkung erhalten hätte. Die Rheinlandbesetzung durch alliierte Truppen im Jahr 1923 hatte jedoch den Transport der Steine nach Frankfurt verhindert.“ Obwohl auch dem Architekten und Architekturtheoretiker Sascha Roesler dies bekannt war, glaubt er dennoch „in der äusseren Monumentalität des Gebäudes […] eine Vorwegnahme jenes «heroischen Stils» (Frank-Bertolt Raith) zu erkennen, der sich in der Endzeit der Weimarer Republik formierte und von «einer schleichenden Präsenz faschistischer Ideen» kündete“. Diese schleichenden Präsenz faschistischer Ideen manifestierte sich nach Roesler in einer „intendierte[n] Abgrenzung gegenüber der Gesellschaft draussen“ und in der Wiederholung dieser Abgrenzung „im Innern des Gebäudes“: „Nicht ein komplexes Spiel von kontinuierlichen Durchsichten und räumlichen Schichtungen wurde hier umgesetzt, sondern eine Hierarchie des Gezeigten und Verborgenen, die das symbolische Ferment dieser Festung der Gesellschaftswissenschaften bildete.“ Unter Bezug auf Pierre Bourdieu kam Roesler dann zu dem Schluss:

„Begreift man mit Pierre Bourdieu Raum, Gegenstände und
Handlungen als «Teil eines symbolischen Systems», so manifestiert sich in der Institutsarchitektur auf besonders markante Weise die noch junge Wissenschaftskultur einer marxistisch gestimmten Soziologie. Entgegen allen progressistischen (Selbst-)Verlautbarungen ist darin allerdings – wird eine solche Wissenschaftskultur auf die Architektur zurückbezogen – ein beharrend-konservatives Moment auszumachen, dem trotz allem daran gelegen ist, sich vom Bestehenden abzugrenzen. Über die ideologischen Grenzen hinweg hat diese Architektur ein nichtbegriffliches Einvernehmen zwischen rechtem Architekten und linker Bauherrschaft gestiftet. Für dieses gemeinhin unterschätzte nonverbale Potenzial von Architektur ist das erste Gebäude des Instituts für Sozialforschung ein sprechendes Beispiel.“

Roesler benutzt das Gebäude, um der „marxistisch gestimmten Soziologie“ gleich zweifaches Versagen vorzuwerfen: Sie grenze sich entgegen ihres eigenen aufklärerischen Anspruchs auf Transparenz nach außen und innen ab, verschanze sich hinter einer „Symbolik des Rückzugs“ und gehe dazu auch noch eine Komplizenschaft mit einem nazi-affinen Architekten ein, dem es gelang, den jüdischen und linken Auftraggebern eine ihrem Selbstverständnis fremde Architektur unterzuschieben. Das Frankfurter Personenlexikon dagegen ist der Meinung, dass mit dem IfS-Bau „im monumental-neoklassizistischen Stil ‚die linke Phase‘ des Architekten“ begann, was wohl heißen soll, der Architekt habe sich mit seinen Plänen die linke Gesinnung seiner Auftraggeber zu eigen gemacht. Wolfgang Voigt argumentiert dagegen:

„Dass	der Architekt seinem Bauherrn einen stimmigen Entwurf lieferte, ohne	die linken Überzeugungen Weils persönlich zu teilen, ergibt sich aus der Tatsache, dass er noch während der Bauzeit des Instituts im Jahr 1923 die noch junge, offen antisemitische Partei der Nationalsozialisten unterstützte: Ein	auffälliger Vertrauensbruch, der damals verborgen blieb und auch während der Jahre des Siedlungsbaus des ›Neuen Frankfurt‹, mit dem Roeckle auf vielfältige Weise verbunden war, nicht ans Licht kam.“

Kracauer, der, wie oben schon zitiert, wohl als erster den „festungsartigen Charakter“ von Roeckles IfS-Gebäude hervorgehoben hat, kam in seiner Gesamtabwägung gleichwohl zu einem positiven Urteil:

„Auf den ersten Anschein wirkt diese schmucklose Architektur, die bewusst auf die Übernahme traditioneller Stilelemente verzichtet, etwas befremdend. […] Aber hat sich erst das Auge richtig eingestellt, so gewinnt die äußere Erscheinung	mehr und mehr an Überzeugungskraft und man spürt, dass sie das	gedrungene und komprimierte Innere mit großer künstlerischer Unbefangenheit zur Darstellung bringt.“

### Roeckle und das Neue Frankfurt
Roeckle hatte den Juden eine Synagoge und den Linken eine Festung gebaut. Er trat 1914 einer „kosmopolitisch orientierten Freimaurerloge“ bei, sympathisierte seit 1923 mit der NSDAP, trat ihr zum 1. November 1931 bei (Mitgliedsnummer 723.596) und wurde dennoch im März 1933 gegenüber dem Kampfbund Deutscher Architekten und Ingenieure wegen angeblicher „Zugehörigkeit zu jüdischen Vereinigungen“ angeschwärzt und beschuldigt, „als Helfer Ernst Mays […] zu einer ‚Leibgarde‘ Mays gehört“ zu haben. Der Mann, der letzteres aussagte, war Karl Leonhardt Blattner (1881–1951), ein Frankfurter Architekt, mit dem Roeckle bei mindestens zwei Projekten zusammengearbeitet hatte und der selber auch in die Arbeiten des Neuen Frankfurts involviert war. Kurz zuvor noch entwickelten Roeckle und Blattner zwischen 1924 und 1926 „den Hallgartenblock - ein Ensemble mit komplexem Programm aus Kleinstwohnungen, öffentlicher Badeanstalt, Zentralwäscherei und Sozialamtsräumlichkeiten im Nordend. Ferdinand Kramer steuerte die Innenausstattung des von Roeckle entworfenen Kindergartens bei.“ Nach Voigt handelte es sich um ein Bauwerk „in trafitioneller Reformbauweise in Backstein und mit Walmdächern“.
1925 trat Ernst May seine Stelle als Stadtbaurat in Frankfurt an und Roeckle gehörte fortan zu den Architekten im Umfeld des Neuen Frankfurts. Die Ernst-May-Gesellschaft zählt ihn auf ihrer Homepage allerdings nicht zu Mays Mitarbeitern im engeren Sinne, sondern ordnet ihn den „Anderen Architekten und Planern“ zu. Dafür spricht auch, dass Roeckle Anfang 1928 neben Ludwig Bernoully zu den Gründungsmitgliedern der Vereinigung „Die Gruppe“ gehörte, in der sich elf Frankfurter Privatarchitekten organisierten, die sich für eine bessere Beteiligung der freien Architekten an den Baumaßnahmen des von May geleiteten Frankfurter Hochbauamtes einsetzten. Roeckle war darüber hinaus nicht nur in Frankfurt aktiv, sondern realisierte unter der Oberleitung von Walter Gropius und Otto Haesler auch mehrere Baugruppen in der Mustersiedlung in Karlsruhe-Dammerstock.
1927 starb in Vaduz Roeckles Bruder Raimund, dessen Frau Josepha Paulina, geb. Batliner, nur rund zwei Monate früher verstorben war. In der Folge nahm das kinderlose Ehepaar Roeckle die drei verwaisten Kinder Franz, Paula und Marianne bei sich in Frankfurt auf. Marianne, verheiratete Hilti-Roeckle (* 7. Januar 1924 – † 28. Juli 2022) gehörte zusammen mit ihrer Nichte Hanna Roeckle (* 1950), der Tochter von Franz (1919–2005), zu den Herausgeberinnen des Buches Franz Roeckle. Bauten 1902–1933 und erinnerte sich in dessen Vorwort an ihren Onkel.

„Meine Eltern starben in jungen Jahren und hinterließen drei Waisen im Kleinkindalter. Franz Roeckle, der Bruder unseres Vaters, und seine Frau Johanna, selbst kinderlos, nahmen uns in ihr Haus in Frankfurt auf und ermöglichten uns Geschwistern damit eine gemeinsame Jugend. Wir erhielten eine gute Ausbildung und Betreuung, wichtige und prägende Jahre erlebten wir in einem von zahlreichen Künstler- und Architekturfreunden belebten Haus.“

Roeckle übernahm jedoch nicht nur die Verantwortung für seine zwei Nichten un deren Bruder, sondern auch die finanzielle und administrative Verantwortung für die zuvor von seinem Bruder geleitete Gebrüder Roeckle Komm. Ges., eines Säge- und Hobelwerks in Liechtenstein, dem er auch als Gesellschafter verbunden war.
In Frankfurt war Roeckle in der Ära May an den Entwürfen und Ausführungen einiger Wohnsiedlungen maßgeblich beteiligt, die May städtebaulich vorgeplant hatte. Als seine bedeutendste Leistung gilt die Heimatsiedlung, die er für den gleichen Bauträger realisierte, für den er zeitgleich auch in der Dammerstock-Siedlung aktiv war: die in Berlin ansässige Gemeinnützige Bau- und Siedlungs-AG Heimat. Angesichts der Vielzahl der von Roeckle in Frankfurt umgesetzten Projekte urteilte der Architekt Dietrich-Wilhelm Dreysse: „Bei den meisten seiner Bauten fällt auf, dass sich Roeckle mit seiner Formensprache von der seiner Zeitgenossen absetzte. Waren es zu Anfang in erster Linie eine kubische, der Antike entlehnte Formgebung und eine derbe Materialbehandlung, so waren es später mit dem Neuen Bauen einige, zum Teil recht pfiffige Architekturelemente, mit denen er den Gebrauchswert der Wohnung steigerte. Er war es, der den Wintergarten für den sozialen Wohnungsbau entdeckte.“
Zu den letzten Projekten, an denen Roeckle im Umfeld des Neuen Frankfurts beteiligt war, zählen Häuser an der Straße Fuchshohl in der Siedlung Höhenblick und seine Mitarbeit an der Planung für die Siedlung Goldstein, die aber erst in der Nach-May-Ära realisiert wurde. Die Häuser im Fuchshohl führten auch für ihn zu einem Wohnungswechsel: Roeckle war laut den Frankfurter Adressbüchern seit 1911 in Frankfurt gemeldet und zog 1913/14 – vermutlich nach seiner Heirat – In die Leerbachstraße 55, bevor er dann nach zwanzig Jahren seinen Wohnsitz in das Haus Fuchshohl 65 verlegte. Ab 1935 und bis 1943 gab es zusätzlich zur Wohnadresse noch eine Büroadresse: Gutleutstraße 31 im Frankfurter Bahnhofsviertel.

### Das Jahr 1933
Roeckles Beziehungen zu Liechtenstein waren trotz seiner 1913 erfolgten Ausbürgerung nie abgerissen. Er besaß dort ein privates Haus, war „Teilhaber der Firma Gebr. Röckle“, erhielt 1919 den Zuschlag für den Bau eines Krankenhauses, das dann allerdings nicht gebaut wurde, und war 1932/33 für die Planung und die Bauausführung des neuen Rathauses in Vaduz verantwortlich. Dass dieses Gebäude im traditionalistischen Heimatschutzstil sich von Roeckles Bauten für das Neue Frankfurt unterschied, ist nicht zu leugnen. Wolfgang Voigt erkennt darin die Folge einer von Roeckle 1931/32 vollzogenen „abrupten Kehrtwende“, die darin bestanden haben soll, dass er „in die NSDAP eintrat und das Neue Bauen hinter sich ließ. Es entstanden Bauten im alpinen Heimatschutzstil (z. B. Rathaus Vaduz. 1932/33). Dies erlaubte ihm die Rückkehr in seine Heimat.“ Daran ist zunächst einmal der Plural „es entstanden Bauten“ falsch, denn außer dem Vaduzer Rathaus gibt es keine weiteren Gebäude von Roeckle im Heimatschutzstil. Somit ist fraglich, ob dieses singuläre Werk zugleich als Absage an das Neue Bauen verstanden werden kann. Es bedurfte auch keiner „Kehrtwende“ als Voraussetzung einer Rückkehr in die Heimat, da Roeckles Verbindungen nach Liechtenstein ja nie abgerissen waren. Zudem leugnet die Rede von der „abrupten Kehrtwende“ die Kontinuität in Roeckles Denken. Dessen oben schon ausgeführtes ständisch-konservatives Gedankengut, seine selbst bezeugte frühe Sympathie für die NSDAP und schließlich sein Eintritt in die Partei 1932 – was ihn klar von den opportunistischen Märzveilchen unterscheidet – sprechen ja eher für eine nach außen hin gut getarnte Kontinuität denn für eine abrupte Kehrtwende. Wie tief in Roeckle, der seit 1932 wieder einen Liechtensteiner Pass besaß,:S. 344 über Jahre hinweg die nationalsozialistische Rasse-und-Blut-Ideologie verankert war, verdeutlicht ein Schreiben an den Liechtensteiner Vernehmungsrichter, das er am 6. April 1933 zu verfassen begann. In dem Brief verwahrte er sich gegen die Liechtensteiner Praxis der Einbürgerung von Ausländern gegen Geld, sah mit der Rotter-Entführung den „Kampf gegen die Gleichheit des Staats[-] und Volksbürgers mit den gesetzlich neu geschaffenen Papierbürger[n]“ eröffnet und hielt dem Richter vor:

„Es sind fast auf den Tag zwanzig Jahre, als ich […] aus der Kirche ausgeschieden wurde. Warum? Ich wollte eine Frau heiraten, die ich von ihrem 15. Lebensjahre her kannte, als Kind, sie war evangelisch und in der Zwischenzeit kurz verheiratet und geschieden. Nach dem damaligen Gesetz war für mich mit dem besten Willen keine Möglichkeit als Liechtensteiner Bürger zu heiraten. Ich musste das deutsche Bürgerrecht erwerben, um meinem Eheversprechen nachkommen zu können. Aber sie haben mich nur auf dem Papier gestrichen, von Staat und Kirche. Meinen Willen haben sie nicht gebrochen und mein Blut nicht ãndern können. Wenn ich im Krieg in vielen Nächten, in Granatlöchern liegend, tausende von Kugeln neben mir einschlagen und Millionen an den Ohren vorbeisingen hörte, waren meine Gedanken nicht nur bei meiner Frau in Frankfurt, […] sondern auch viel in meiner Heimat […]. Und wenn ich im Lande spazieren ging […], wusste ich, wohin ich gehörte und für was ich als einziger Liechtensteiner im Heere kämpfte. Mein Heimatrecht, mein Bürgerrecht konnte Herr [Regierungschef Karl] von In Der Maur mir nicht nehmen. Dies hat man im Blut oder man hat es nicht. Ebensowenig […] kann man es einem X oder Y gegen einige Tausend Franken geben. Gerade hier, gegen Gebühr ohne Verdienst ein heiliges Recht zu verleihen, liegt der Fluch des Gesetzes, das ich nie anerkennen kann.“

Vor diesem Hintergrund kam Peter Geiger zu der Einschätzung:

„Roeckle erscheint so 1933 als vom Nationalsozialismus infizierter, mit persönlichen Ressentiments beladener Auslandsliechtensteiner, der aus dem Reich herein Ordnung in seiner kleinen Heimat zu schaffen gedachte, die ihm als ländliche Idylle am Herzen lag und aus der er sich zwei Jahrzehnte lang verstoßen fühlte.“

Roeckle musste auch keine Kehrtwende vollziehen, um einen Liechtensteiner Auftrag zu erhalten. Es genügten seine guten Verbindungen nach Liechtenstein, die „während seiner gesamten Frankfurter Schaffensjahre“ bestanden hatten.

„Am 13. Mai 1931 lagen dem Gemeinderat Projektskizzen für ein Gemeindehaus mit oder ohne Bank- und Postlokalitäten von Architekt Franz Roeckle vor. Roeckle, in Stuttgart und Frankfurt a. M. tätig, hatte gute Verbindungen zu seiner Heimatgemeinde Vaduz und stand in regem Briefwechsel mit Bürgermeister Ludwig Ospelt. So erstaunt es nicht, dass Franz Roeckle bereits wenige Tage nach der ersten Gemeindeversammlung Entwürle für Vereinbarungen über die Vermietung von verschiedenen Räumen im Rathaus und entsprechende Projektskizzen einschickte.“

Ob die Auftraggeber in diesem regionalen Umfeld einen Entwurf im Stile des Neuen Bauens akzeptiert hätten, kann bezweifelt werden. Es lässt sich mangels weiterer von ihm geplanter Bauten kaum klären, ob Roeckle, als er sich auf den Bau des Vaduzer Rathauses einließ, wenigstens aus architektonischer Sicht eine „abrupte Kehrtwende“ vollzog oder sich schlicht den Wünschen der Auftraggeber anpasste. In Frankfurt jedenfalls verlegte er 1934 nach zwanzig Jahren in einem Gründerzeitviertel seinen Wohnsitz in ein von ihm selber geplantes Gebäude im Stil des Neuen Frankfurts.
In die Zeit des Vaduzer Rathausbaues fiel die Rotter-Entführung.
Dass Roeckle der geistige Mentor dieser (nicht nur) antisemitischen Tat war, ist heute unbestritten, zumal er schon am 5. Februar 1933 im Alleingang die deutschen Behörden, die den Aufenthaltsort der Rotters nicht kannten, telefonisch darüber informierte, dass und wo sich die Rotter-Brüder in Liechtenstein aufhielten.:S. 343 f. Er hat seine Tatbeteiligung auch nie bestritten – und noch weniger bereut. Angesichts zweier zu Tode gekommener Menschen sagte er während seiner Vernehmung:

„Eine Wiederholungsgefahr besteht nicht mehr. Das Ziel, das mit der Wegführung der Rotter erstrebt wurde, ist erreicht. Das Einbürgerungsgesetz in der alten Form ist heute bereits gefallen oder wird wenigstens nicht mehr praktiziert, neue Gefahren in dieser Richtung bestehen nicht und für die bereits eingebürgerten ist es eine Warnung.“

Im Nachsatz betonte Roeckle noch einmal seine persönliche starke Bindung an Liechtenstein und verwies auf seine hier verankerten materiellen Interessen, zu denen auch die schon erwähnte Teilhaberhaberschaft bei der Firma Gebrüder Roeckle gehörte. Schwer nachvollziehbar ist vor diesem Hintergrund – Roeckles zehnjähriger NSDAP-Nähe und schließlich Mitgliedschaft – der Versuch, Roeckles Mitwirkung an der Rotter-Entführung als eine Art Marketinggag umzudeuten, der ihm im nationalsozialistischen Deutschland zu Aufträgen verhelfen sollte. Trotz dieser „letztlich hypothetisch[en] und unbelegt[en]“ Behauptung schrieb Wolfgang Voigt bereits 2016 (und mit ähnlichem Tenor im Dezember 2022 im maybrief 58):

„Mit Blick auf eine Rückkehr in das nationalsozialisische Deutschland unternahm Roeckle im April 1933 eine spektakuläre Gewalttat, um von seinen früheren Beziehungen zu jüdischen Kreisen in Frankfurt abzulenken.“

Voigts Auffassung, „Roeckle [... sei] 1923 noch kein Nazi [gewesen], auch kein heimlicher, er wollte aber 1933 nachträglich so gesehen werden“, leugnet nicht nur die von Roeckle bei seinen Vernehmungen gemachten Aussagen, sondern deutet diese – ohne belegbare Fakten – um. Roeckles in den Vernehmungen abgegebenes Bekenntnis zum Nationalsozialismus sei eine selbstgestrickte Legende gewesen: „Im Jahr 1933 sollte das heißen, ich bin kein ‚Judenfreund‘, sondern ich bin schon lange ein antisemitischer Rassist wie ihr. Vermutlich war es eine durchsichtige, von Roeckle selbst fabrizierte Legende.“ Worauf sich Voigts kontrafaktisches „Ich interpretiere es so“ stützt, bleibt verborgen. Stattdessen unterstellt er der quellenbasierten Arbeit von Peter Geiger seinerseits Legendenbildung, weil dieser „sein Wissen aus den Gerichtsakten des Rotter-Prozesses bezog und aus einer Aussage, die Roeckle vor dem Richter selber gemacht hatte“.

„Geigers Geschichte vom ‚NS-Gönner‘ Roeckle, die immer wieder zitiert wird, fällt damit in sich zusammen. Roeckles Äußerung vor den Richtern übernahm Geiger unkritisch in seine Erzählung. Als stichhaltiger Beweis für die These ‚ein Nationalsozialist entwirft einem jüdischen Mäzen ein linkes Institut‘ taugt sie nicht. Roeckle war 1923 noch kein Nazi, auch kein heimlicher, er wollte aber 1933 nachträglich so gesehen werden.“

Voigts These von der an Nazi-Deutschland adressierten Beteiligung Roeckles an der Rotter-Entführung und seinen nachfolgenden Erklärungen während der Vernehmungen stellt Peter Geiger eine klar an Liechtenstein adressierte Botschaft gegenüber. Demnach wollte Roeckle sich nicht Deutschland gegenüber von seiner früheren Judennähe distanzieren, sondern den Liechtensteinern signalisieren, er könne wegen seiner jüdischen Bauten und Projekte kein Antisemit sein. „In der Schlussverhandlung des Kriminalprozesses in Vaduz am 8. Juni 1933 erwähnte Roeckle, er habe die Westend-Synagoge gebaut und sei als Experte für Synagogenbau beigezogen worden – was wohl besagen sollte, er könne nicht als Antisemit gelten.“
Dass Roeckle auch über das Jahr 1933 hinaus in Deutschland arbeiten wollte, wo er dann ja (siehe oben) ab 1935 erstmals auch ein Büro außerhalb seiner Wohnung unterhielt, muss nicht in Abrede gestellt werden, doch sowohl die sorgfältigen Recherchen von Geiger und Kamber als auch Roeckles eigene Aussagen rund um den Rotter-Prozess lassen keinen Zweifel daran aufkommen, dass von der Rotter-Entführung primär eine Signalwirkung in Richtung der liechtensteinischen Gesellschaft ausgehen sollte. Ironie der Geschichte: „Die von Roeckle und einer Gruppe von Gesinnungsfreunden im Lande im Frühling 1933 geplante Gründung einer “Nationalen Bewegung” mit nationalsozialistischer Ausrichtung unterblieb nur wegen der Rotter-Entführung, die als Auftakt zur Gründung gedacht war.“:S. 351 ff. Die Idee manifestierte sich dann erst sechs Jahre später, im März 1938, in der Gründung der Volksdeutschen Bewegung in Liechtenstein (VDBL). Daran war der Architekt Franz Roeckle offenbar nicht mehr beteiligt – dafür aber der seit 1927 „in dessen schönem Heim in Frankfurt“ lebende Neffe Franz Roeckle.

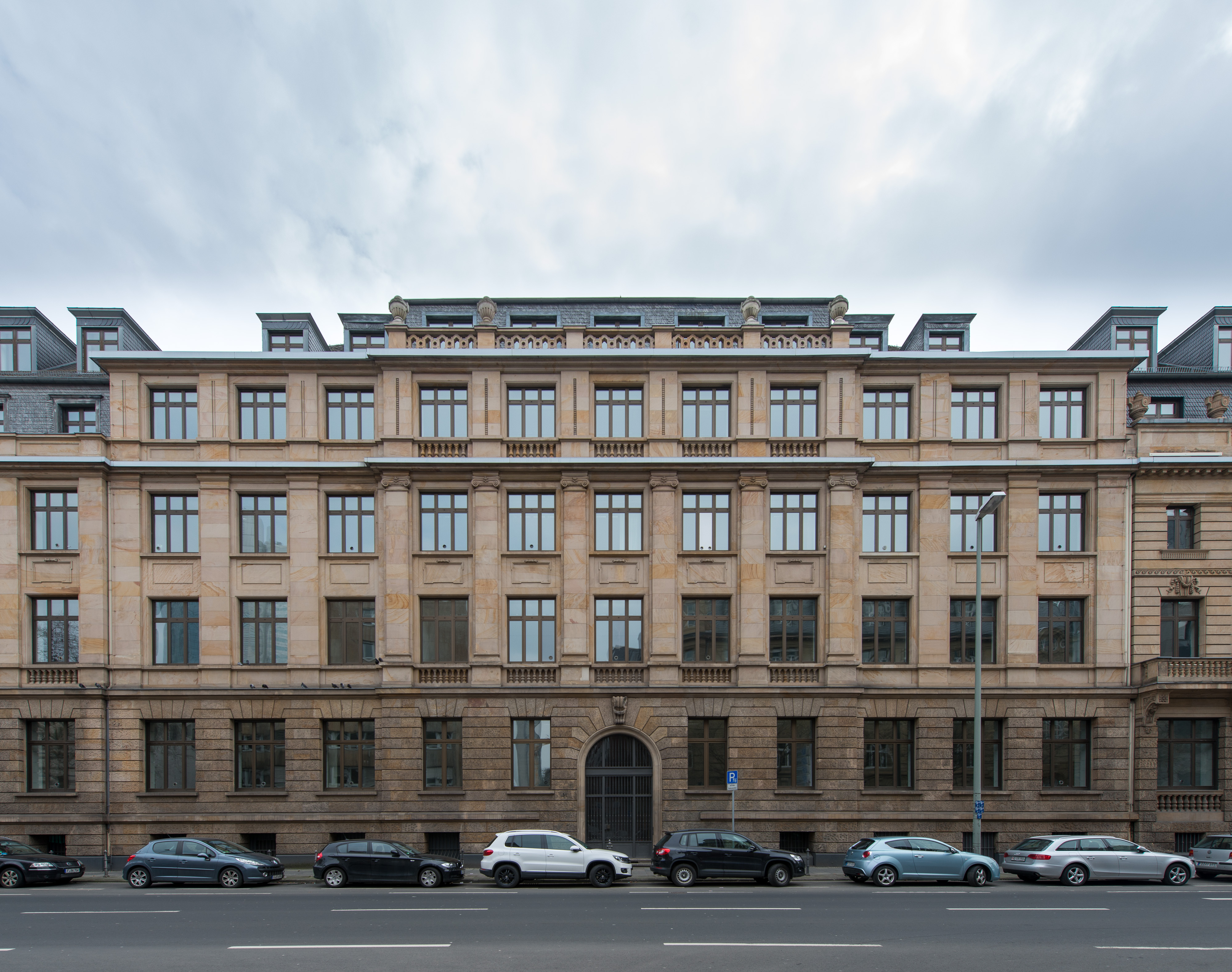
Das Gebäude Gutleutstr. 31, in dem sich 1935–1943 Roeckles Büro befand

### Roeckles Wirken nach 1933
Als das Vaduzer Rathaus im November 1933 eingeweiht wurde, hatte Franz Roeckle seine viermonatige Haft wegen der Rotter-Entführung bereits abgesessen. Zur Einweihungsfeier war er, wie zuvor schon zum Richtfest, nicht eingeladen worden, und ein zur gleichen Zeit gestarteter Versuch für ein weiteres Bauprojekt in Liechtenstein scheiterte. Im Protokoll der Sitzung des Liechtensteiner Landtags vom 9. November 1933 heißt es unter dem Tagesordnungspunkt „Projektierung des Vaduzer Postgebäudes“: „Architekt Röckle Franz hat ohne Auftrag ein Projekt ausgearbeitet und dem Land angetragen. Der Landtag beauftragt die Regierung, mit Röckle die Frage des Honorars abzuklären und dem Landtag Bericht zu erstatten.“
Roeckle kehrte nach seiner Haftentlassung wieder nach Frankfurt zurück, wo er von 1935 bis 1943 erstmals ein nicht mit seiner Wohnadresse verknüpftes Büro unterhielt. Zuvor hatte er, wie oben schon erwähnt, 1934 eines der von ihm geplanten Häuser im Fuchshohl bezogen – das 1933 fertiggestellte Haus Nummer 35. In den Folgejahren baute er dort auch weitere Häuser (1935: Fuchshohl 71,73; 1937: Fuchshohl 1937). 1937 entstand nach seinen Plänen ein Wohn- und Geschäftshaus für die Frankfurter Polytechnische Gesellschaft und 1938 ein größeres Einfamilienhaus unter der Adresse Mörfelder Landstraße 238 am Rande des Frankfurter Stadtwaldes. 1938 und 1940 zeichnete Roeckle für zwei Frankfurter Industriebauten verantwortlich.

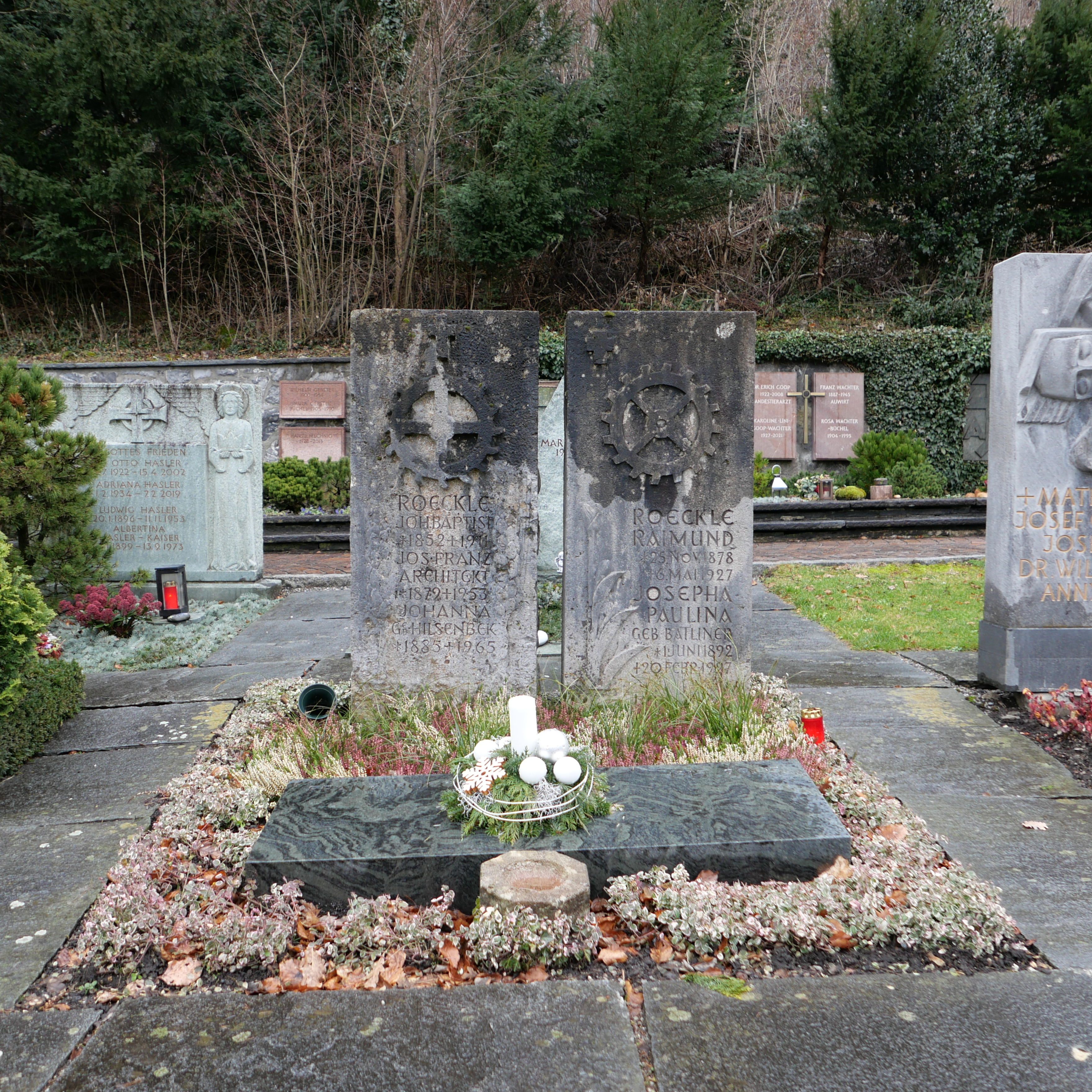
Das Familiengrab im Januar 2024

Roeckle war aber auch ein politischer Architekt, der mit seinen Wettbewerbsbeiträgen den Nazis zu gefallen wusste. Er beteiligte sich 1934 am Wettbewerb für das Schlageter-Nationaldenkmal in Düsseldorf-Derendorf, bei dem sein Entwurf nicht zum Zuge kam, aber angekauft wurde, und kam 1937/38 mit seinem Entwurf für das Gauforum in Frankfurt (Oder) in die engere Auswahl des letztlich nicht realisierten Vorhabens. 1938 kam Roeckle außerdem in die engste Wahl beim Wettbewerb um die Hochschulstadt Berlin im Rahmen der von Albert Speer vorangetriebenen Planungen für die Reichshauptstadt Germania. 1939 legte Roeckle einen Entwurf für den Bau der Slowakischen Technischen Hochschule in Bratislava vor.:S. 161–163
1940 entwarf Roeckle für sich und seine Familie in Mühleholz (Vaduz) ein neues Wohnhaus, das von 1942 bis 1948 erbaut wurde. Es war das letzte bekannte Bauvorhaben Roeckles. Er und seine Familie waren bereits 1944 von Frankfurt nach Liechtenstein zurückgekehrt und bezogen 1948 ihr neues Heim.
Roeckle fand seine letzte Ruhestätte auf dem Friedhof von Vaduz in dem Grab, in dem bereits sein Vater sowie sein Bruder Raimund und dessen Ehefrau Josepha Paulina bestattet worden waren. Roeckles Ehefrau Johanna, die 1965 starb, und sein gleichnamiger Neffe Franz, der 2005 starb, wurden ebenfalls in dem Familiengrab beigesetzt.

## Der Neffe
Alle Quellen für die Zeit bis zum Rotter-Attentat und dem Prozess, in denen der Name Franz Roeckle vorkommt, beziehen sich auf den Architekten Franz Roeckle. Das gilt auch für die Bücher Krisenzeit von Peter Geiger und Fritz und Alfred Rotter von Peter Kamber. Es gibt aber auch Quellen für die Zeit nach 1933 und Peter Geigers Buch Kriegszeit. Darin taucht ebenfalls ein Franz Roeckle auf, der tief in der nationalsozialistischen Szene Liechtensteins verwurzelt war und 1943 für wenige Monate zum letzten Schriftleiter des VDBL-Organs Der Umbruch avancierte. Bei diesem Franz Roeckle handelt es sich nicht um den Architekten, sondern um dessen damals 24-jährigen Neffen. Wie oben schon erwähnt, hatten der kinderlose Architekt Franz Röckle und seine Frau nach 1927 die Kinder seines verstorbenen Bruders bei sich in Frankfurt aufgenommen. Eines dieser Kinder, der 1919 geborene Franz Roeckle, war es, der das fortsetzte, was sein Onkel mit angestoßen hatte.

## Roeckles Bauten und Entwürfe (Auswahl)
| Jahr               | Objekt | Foto/Lage                                                                            |
| ------------------ | --- | ------------------------------------------------------------------------------------ |
| 1904               | „Seinen ersten ehrenvollen Auftrag erhielt der nunmehr Verewigte bereits während seiner Stuttgarter Studienzeit im Alter von 23 Jahren. Als dort in der Gegend durch einen Großbrand ein ganzes Dorf eingeäschert worden war, erhielt Franz Roeckle zusammen mit einem weiteren Studienkollegen den Auftrag, die Pläne für das wieder aufbauende Dorf zu entwerfen. Dieser Plan fand allgemeine Zustimmung und wurde die Ortschaft dann auch auf Grund dieses Gemeinschaftsplanes aufgebaut.“ Der erwähnte Großbrand ereignete sich 1904 in Ilsfeld, und die Planungen für den Wiederaufbau wurden Röckle und Willy Graf auf „Empfehlung der Stuttgarter Professoren“ übertragen. |                                                                                      |
| 1905 – 1906        | In dieser Zeit, so Roeckle, erhielt er „eine grosse Anzahl erste und andere Preise, z. B. Erster Preis Stadthaus Mühlhausen, Elsass, Krankenhaus Kassel, Waisenhaus Kolmar, West[end]ernsynagoge Frankfurt“. Den Wettbewerb für die Westend-Synagoge gewann er zusammen mit Willy Graf. |                                                                                      |
| 1906               | Bankhaus Gumbel in Heilbronn (zusammen mit Willy Graf) |                                                                                      |
| 1907 – 1908        | Teilnahme am Wettbewerb für das Empfangsgebäude für den Hauptbahnhof in Darmstadt. | Link zum externen Entwurfsfoto                                                       |
| 1907 – 1908        | „Nach dem großen Brande im Altenbach bei Vaduz vom 21. Oktober 1907 wurde Franz Roeckle vom damaligen Vaduzer Gemeinderat auch zur Einreichung von Plänen für den Wiederaufbau eingeladen und wurden dann die Häuser Nr. 48, 53, 54, 55, 56 1/2, 63, 98 und 99 nach seinen Plänen erstellt.“ | Altenbach 55 im Altenbach-Quartier (Lage)                                            |
| 1908               | „Wettbewerb Museum Wiesbaden. Verfasser des zum Ankauf empfohlenen Entwurfes "Wiesenbad" ist Hr. Franz Roeckle in Stuttgart.“ |                                                                                      |
| 1908               | Hotel Adler in Vaduz | (Lage)                                                                               |
| 1908               | Wohnhaus am Ardetzenberg in Feldkirch:S. 112 |                                                                                      |
| 1908 – 1910        | Bau der Westend-Synagoge nach Roeckles Entwurf (Frankfurt-Westend, Freiherr-vom-Stein-Straße/Altkönigstraße). „Mit der 1910 fertiggestellten Synagoge […] gelang ihm ein viel beachtetes Werk, das ihm bis weit in die 1920er Jahre weitere Aufträge vor allem aus dem jüdischen Bürgertum Frankfurts und Offenbachs eintrug.“ Roeckle und Graf hatten für den Wettbewerb zwei Entwürfe eingerichtet, den Entwurf Aus Stein und den Entwurf Hanna. Den Zuschlag erhielten sie für den Entwurf Aus Stein, der dann auch realisiert wurde.:S. 22 |                                                                                      |
| 1909               | Teilnahme am Wettbewerb für den Neubau des Krankenhaus der Israelitischen Gemeinde Frankfurt |                                                                                      |
| 1909 – 1912        | Teilnahme am Wettbewerb Südliche Stadterweiterung in Ansbach:S. 136 |                                                                                      |
| 1909 – 1912        | Villa Müller, Stahlstraße 53, Ansbach (1910);:S. 136 erbaut habe er es zusammen mit Paul Ros. Das noch existierende Gebäude beherbergt heute einen Waldorfkindergarten und steht wie die beiden nachfolgenden Gebäude auf der Liste der Baudenkmäler in Ansbach. | Teilansicht des Gebäudes (Lage)                                                      |
| 1909 – 1912        | Gartenvilla Am Fürstenweg 1, „zweigeschossiger Mansarddachbau mit asymmetrischen Gliederungselementen, von Franz Roeckle und Paul Ros, 1910“. | (Lage)                                                                               |
| 1909 – 1912        | Wohn- und Geschäftshaus Maximilianstraße 36, Ansbach:S. 143 Laut Liste der Baudenkmäler in Ansbach ein Gebäude mit einer „Fassade mit Sandsteindekorationen in Formen des späten Jugendstils“, erbaut abermals von Franz Roeckle und Paul Ros (um 1912). | (Lage)                                                                               |
| 1910               | Wettbewerbsentwurf für ein Bismarck-Nationaldenkmal:S. 140 f. auf der Elisenhöhe bei Bingerbrück (gemeinsam mit dem Frankfurter Bildhauer Karl Wiedmann; nicht prämiert) Laut der Liste der Bismarckdenkmale in Deutschland wurde dieses Denkmal nie gebaut. Einer der monumentalsten Wettbewerbsbeiträge stammte von Hans Poelzig. |                                                                                      |
| 1910               | Im gleichen Jahr gehörte Roeckle zu den 47 Frankfurter Architekten, die Entwürfe zur Bebauung des Molenkopfs im Frankfurter Osthafen einreichten. Statt seines Entwurfes sollte allerdings der von Carl Friedrich Wilhelm Leonhardt verwirklicht werden, was aber unterblieb, und der Molenkopf blieb über Jahrzehnte unbebaut. Nach einem im Februar 2019 entschiedenen Wettbewerb soll der Molenkopf nun ab 2023 bebaut werden.:S. 133 & |                                                                                      |
| 1911               | 1911 unterlag Roeckle seinem früheren Partner Willy Graf beim Wettbewerb um den Bau der Hauptsynagoge Mainz, die 1912 nach den Plänen Grafs fertiggestellt wurde.:S. 16 |                                                                                      |
| 1911               | „Im Wettbewerb für den neuen Hauptbahnhof in Stuttgart hat der Entwurf des Architekten Franz Roeckle in Frankfurt a. Main den 2. Preis mit 6500 Mark erhalten. Die Bausumme beträgt drei Millionen Mark.“ Liechtensteiner Volksblatt, Nr. 26, Vaduz, 30. Juni 1911 (Online) |                                                                                      |
| 1911               | Chalet Mühleholz in Vaduz: Bis 1948 Roeckles privates Wohnhaus in Liechtenstein. | Link zu einem externen Foto                                                          |
| 1911 – 1914        | Bau des Krankenhauses der Israelitischen Gemeinde und des dazugehörigen Schwesternheims in Frankfurt-Ostend, Gagernstraße 36 (gemeinsam mit Fritz Voggenberger). | Link zu einem externen Foto (Lage)                                                   |
| 1913               | Teilnahme am Wettbewerb für den Bau der Kirche St. Michael (Saarbrücken). Roeckle erhielt nicht den Zuschlag, sein Entwurf wurde aber neben drei weiteren zum Ankauf empfohlen. |                                                                                      |
| 1913               | Neubauprojekt Karthäuserhof (Koblenz). Das für Karl Härle errichtete Gutshaus wurde im Zweiten Weltkrieg zerstört. An seiner Stelle befindet sich heute ein Gedenkstein für seinen Besitzer. | Entwurfs-Abbildungen:S. 150 ff.                                                      |
| 1914               | „In Budapest soll eine neue Synagoge nach dem Entwurf unseres Landsmannes Hrn. Arch. Roeckle ausgeführt werden, nachdem mehrere Konkurrenzen erfolglos stattgefunden haben. Die örtliche Leitung ist in die Hände einer ungarischen Architektenfirma gelegt. Herr Roeckle hat die Oberleitung übernommen. Die Bausumme für die Gesamtanlage beträgt R.1,400,000. Der Bau soll bis zum jüdischen Neujahr 1916 erstellt werden.“ |                                                                                      |
| 1919               | In der Liechtensteiner Landtagssitzung vom 6. März 1919 wurde der Bau eines Krankenhauses in Schaan beschlossen. „Die Vorbereitungen für den Spitalbau wurden sogleich in Angriff genommen, der Baugrund gesichert, Franz Roeckle als Architekt bestimmt. Schliesslich wurde der Spitalbau wegen der Kronenentwertung aber doch nicht realisiert.“ |                                                                                      |
| 1920               | „Bebauungsstudie für das [Frankfurter] Festhallengelände von Architekt Franz Roeckle“ |                                                                                      |
| 1921               | Entwurf des Grabdenkmals für Karl Kotzenberg auf dem Frankfurter Hauptfriedhof. Ob das Grabmal tatsächlich schon so früh entworfen wurde, wie im Frankfurter Personenlexikon behauptet, ließ sich nicht verifizieren. In der Liste der Kulturdenkmäler auf dem Hauptfriedhof Frankfurt (Gewann I–XV) wird als Jahr der Errichtung des Grabmals das Jahr 1938 genannt, zwei Jahre vor Kotzenbergs Tod also. Sabine Hock dagegen schreibt: „Man hätte ihn ins Armengrab legen müssen, hätte er sich nicht zu Lebzeiten ein Grabmonument auf dem Hauptfriedhof errichten lassen.“ Arm war Kotzenberg aber seit der Weltwirtschaftskrise, in der er sein Vermögen verloren hatte und bankrottging. 1938 verlor er auch noch seine Villa. Vor dem Hintergrund scheint es fraglich, dass Kotzenberg in den 1930er Jahren finanziell noch in der Lage war, sich einen Architekten und einen Bildhauer für sein Grabmal zu leisten. Beim Institut für Stadtgeschichte heißt es hierzu: „Grabstätte Karl Kotzenberg. Das monumentale Grabmal aus Muschelkalk schuf der Münchener Bildhauer Riedesser nach dem Entwurf von Architekt Franz Roeckle (1879 - 1953) mit der Monumentalfigur von dem Bildhauer Fridolin Riedesser (1887 – 1967).“ Ein Hinweis auf die Entstehungsgeschichte ist dort nicht gegeben. |                                                                                      |
| 1922               | Vorprojekt für einen israelitischen Friedhof am Marbachweg in Frankfurt am Main. Der Plan kam nicht zur Ausführung, stattdessen wurde der Neue Jüdische Friedhof ab 1928 nach Plänen von Fritz Nathan an der Eckenheimer Landstraße realisiert.:S. 46 |                                                                                      |
| 1924               | Plan einer Rheinbrücke zwischen Ruggell und Salez. Roeckle wollte den Auftrag für den Bau der Brücke als ›Totalunternehmer‹ übernehmen. „Die Brücke kam jedoch aufgrund fehlender Beteiligung von der Schweizer Rheinseite nicht zur Ausführung.“:S. 118 |                                                                                      |
| 22. Juni 1924      | Einweihung des nach Plänen von Roeckle erbauten Instituts für Sozialforschung. Das Gebäude wurde im Zweiten Weltkrieg zerstört. Der Neubau des IfS entstand 1950 auf dem Grundstück von Karl Kotzenbergs ehemaligem Wohnhaus, das im 2. Weltkrieg ebenfalls zerstört worden war. | Link zu einem externen Foto                                                          |
| 1924 – 1926        | Hallgartenblock in Frankfurt-Nordend zwischen Rotlint-, Gellert-, Hartmann-Ibach- und Hallgartenstraße (Nr. 28–56) (zusammen mit Karl Leonhardt Blattner) | (Lage) & Planskizze                                                                  |
| 1925               | Entwurf zum Bebauungsplan von Wetzlar (zusammen mit Karl Blattner und Regierungsbaurat a. D. Gerteis) |                                                                                      |
| 1926               | Büro- und Geschäftshaus in der Frankfurter Altstadt, Braubachstraße 14/16 (gemeinsam mit Hermann Senf) | (Lage)                                                                               |
| 1926 – 1929        | Wohnhausgruppe in der Siedlung Raimundstraße (Mavest-Blocks), Frankfurt-Dornbusch |                                                                                      |
| 1926 – 1929        | Wohnhausgruppen nahe der Eschersheimer Landstraße im Stadtteil Frankfurt-Dornbusch (gemeinsam mit Ludwig Bernoully, Gottlob Schaupp, Karl Ollson). Nach Moritz Röger handelt es sich bei den für die Gewerkschaft KOMBA realisierten Baugruppen um Häuser an der - Jacob-Schiff-Straße (Fertigstellung 1926) und an der - Fontanestraße (Fertigstellung 1929).:S. 70 f. & S. 84 ff. (Fotos) | Jacob-Schiff-Straße (Lage) Fontanestraße (Lage)                                      |
| 1927               | Tellersiedlung in Frankfurt-Oberrad (zusammen mit Ernst May) |                                                                                      |
| 1927 – 1929        | Im Rahmen der Errichtung der Karlsruher Dammerstock-Siedlung war Roeckle für die drei Baugruppen 7, 8 und 20 entlang der Dammerstockstraße verantwortlich. | Blick auf das südliche Ende der ehemaligen Baugruppe 7 (Link zu einem externen Foto) |
| 1927 – 1933        | Heimatsiedlung in Frankfurt-Sachsenhausen |                                                                                      |
| 1929 – 1932        | Beteiligt an der Planung für die Siedlung Goldstein. |                                                                                      |
| 1930 – 1932        | Friedrich-Ebert-Siedlung im Stadtteil Frankfurt-Gallus |                                                                                      |
| 1930 – 1937        | Das Institut für Stadtgeschichte (Frankfurt am Main) führt in seinem Archivkatalog mehrere Dokumente, in denen Roeckle als Architekt von Häusern in der Siedlung Höhenblick erwähnt wird, namentlich der Häuser an der Straße Fuchshohl 61–73. Nach Zeller war Roeckle aber für Häuser dort verantwortlich, die zwischen 1930 und 1937 fertiggestellt wurden. Das 1933 fertiggestellte Haus Nummer 65 wurde ab 1934 von Roeckle und seiner Familie selber bewohnt. In einer 2023 erschienenen Broschüre heißt es über diese Roeckle-Bauten: „Der Architekt nutzte wie Elsaesser gerne Klinkersteine, mit denen er in den beiden Häuserzeilen die Hauseingänge gefasst hat. Neu bei den Häusern Fuchshohl 61-73 waren die innenliegenden Garagen, deren Tore ebenfalls mit Klinkern gefasst sind.“ | (Lage)                                                                               |
| 1932 – 1933        | Rathaus in Vaduz |                                                                                      |
| 1934 – 1938:S. 161 | Wettbewerbsteilnahme für das Schlageter-Forum in Düsseldorf (1934) |                                                                                      |
| 1934 – 1938:S. 161 | Wettbewerbsteilnahme für Gauforum in Frankfurt/Oder (1937/38) |                                                                                      |
| 1934 – 1938:S. 161 | Teilnahme am Wettbewerb für die Hochschulstadt in Berlin (1938) |                                                                                      |
| 1938 – 1940        | Bau einer Werkhalle für Flugzeugbauten (1938), Gutleutstraße 324 in Frankfurt-Gutleutviertel |                                                                                      |
| 1938 – 1940        | Industriebau in der Schmidtstraße 45 in Frankfurt-Gallus (1940). Im Werkverzeichnis von Thomas Zeller ist dies das letzte Frankfurter Bauvorhaben von Roeckle. |                                                                                      |
| Nach 1940          | Röckles letztes bekanntes Gebäude war das 1940 geplante und zwischen 1942 und 1948 erbaute Wohnhaus für sich und seine Familie. |                                                                                      |

## Archiv
- Im März 2018 wurde das Archiv von Franz Roeckle, das bislang in Liechtenstein lagerte, dem Deutschen Architekturmuseum (DAM) in Frankfurt übergeben.[71]